# Américo Aguiar
Américo Manuel Alves Aguiar (Leça do Balio, 12 de diciembre de 1973) es un eclesiástico, periodista, teólogo y expolítico católico portugués, obispo de Setúbal desde septiembre de 2023. Fue obispo auxiliar de Lisboa, de 2019 a 2023.

## Biografía
Américo Manuel nació el 12 de diciembre de 1973, en la extinta freguesia de Leça do Balio, del municipio portugués de Matosinhos.
Realizó su formación primaria en la Escola Primária de São Sebastião de su pueblo natal, luego en la Escola Preparatória da Pedra Verde, en São Mamede de Infesta; y la secundaria en São Mamede de Infesta y Maia.
En su parroquia natal de Leça do Balio fue catequista, acólito, lector y boy scout.
Fue empleado (1991-1992) en la empresa Joaquim Matos de Almeida Lda, en Oporto. Entre 1991 y 1995, fue fundador y presidente de Amileça, Associação dos Amigos do Rio Leça.
De 1993 a 1995, fue miembro de la Asamblea Parroquial de Leça do Balio y de la Asamblea Municipal de Matosinhos, elegido por el Partido Socialista. Durante este tiempo, también fue eco-asesor del Ayuntamiento de Maia. Fue presidente de la Asamblea General de la Asociación Animal.
En 1995, ingresó en el Seminario de Ermesinde, luego pasando al Seminario de Oporto, donde realizó los estudios eclesiásticos.
Tras realizar estudios en la Universidad Católica Portuguesa (UCP, sede Oporto), obtuvo la licenciatura en Teología. En 2014, en la UPC (sede Lisboa), obtuvo una maestría en Ciencias de la comunicación, con el libro: «Um padre na aldeia global – Evangelização e o Desafio das Novas Tecnologias» («Un sacerdote en la aldea global – La evangelización y el desafío de las nuevas tecnologías»).

### Sacerdocio
Su ordenación sacerdotal fue 8 de julio de 2001, a manos del obispo Armindo Lopes Coelho; incardinándose en la diócesis de Oporto.
- Párroco de São Pedro de Azevedo, Campanhã (2001-2002).
- Notario de la Curia diocesana (2001-2004).
- Asistente regional del Cuerpo Nacional Scout (2002-2008).
- Jefe diocesano de la Oficina de Información y Comunicación (2002-2015).
- Vicario general, jefe de Gabinete del obispo de Oporto, capellán de la Curia diocesana y capellán mayor de la Santa Casa da Misericórdia de Oporto (2004-2015).
- Asistente de los scouts católicos.
- Vicerrector del Santuario Diocesano de Santa Rita, en Ermesinde (2007-2015).
- Asistente espiritual del movimiento Equipos de Nuestra Señora (ENS).
- Párroco in solidum de la Catedral de Oporto (2014-2015).
- Director nacional de la Secretaría Nacional de Comunicaciones Sociales de la Iglesia, en la Conferencia Episcopal Portuguesa (CEP, 2016-2019).
- Canónigo del Cabido catedralicio de Oporto (2017-2019).
- Director del periódico diocesano «Voz da Verdade».[6]

### Episcopado
Obispo auxiliar de Lisboa
El 1 de marzo de 2019, el papa Francisco lo nombró obispo titular de Dagnum y obispo auxiliar de Lisboa; en ese momento se convirtió en el obispo más joven de Portugal.
Como lema episcopal eligió In manus Tuas, que traducido significa «En tus manos». También siendo un signo de homenaje a la memoria de António Francisco dos Santos, que eligió el mismo lema episcopal.
Fue consagrado el día 31 del mismo mes, en la Iglesia de la Santísima Trinidad de Oporto, a manos del patriarca-cardenal Manuel Clemente.
También fue designado para presidir la Fundação JMJ Lisboa 2023, comité responsable de organizar la XXXVIII Jornada Mundial de la Juventud 2023, prevista en Lisboa del 1 al 6 de agosto de 2023.
El 31 de diciembre de 2022 ofreció su anillo episcopal a la comunidad de Capela do Rato, expresando su compromiso con la defensa de la libertad, la verdad, la justicia y el amor.
- Rector-Presidente de la Irmandade dos Clérigos (2011-2020).
- Presidente del Consejo de Administración de Rádio Renascença (sede Lisboa, 2016-2023).
- Capellán nacional de la Liga Portuguesa de Bomberos (hasta 2023).
- Defensor del Paciente del Centro Hospitalar de São João, en Oporto.
- Miembro de la Plataforma de Medios Privados (PMP).
- Director del Departamento de Comunicación del Patriarcado de Lisboa (hasta 2023).
- Presidente de la Asamblea General de la Asociación Corredor do Rio Leça, asociación de municipios de Santo Tirso, Valongo, Maia y Matosinhos.
- Coordinador de la Comisión de Protección de Menores y Personas Vulnerables del Patriarcado de Lisboa (2019-2023).[11]

Obispo de Setúbal
El 21 de septiembre de 2023, fue nombrado obispo de Setúbal. Tomó posesión canónica el 26 de octubre del mismo año, durante una ceremonia en la Catedral de Setúbal.

### Cardenalato

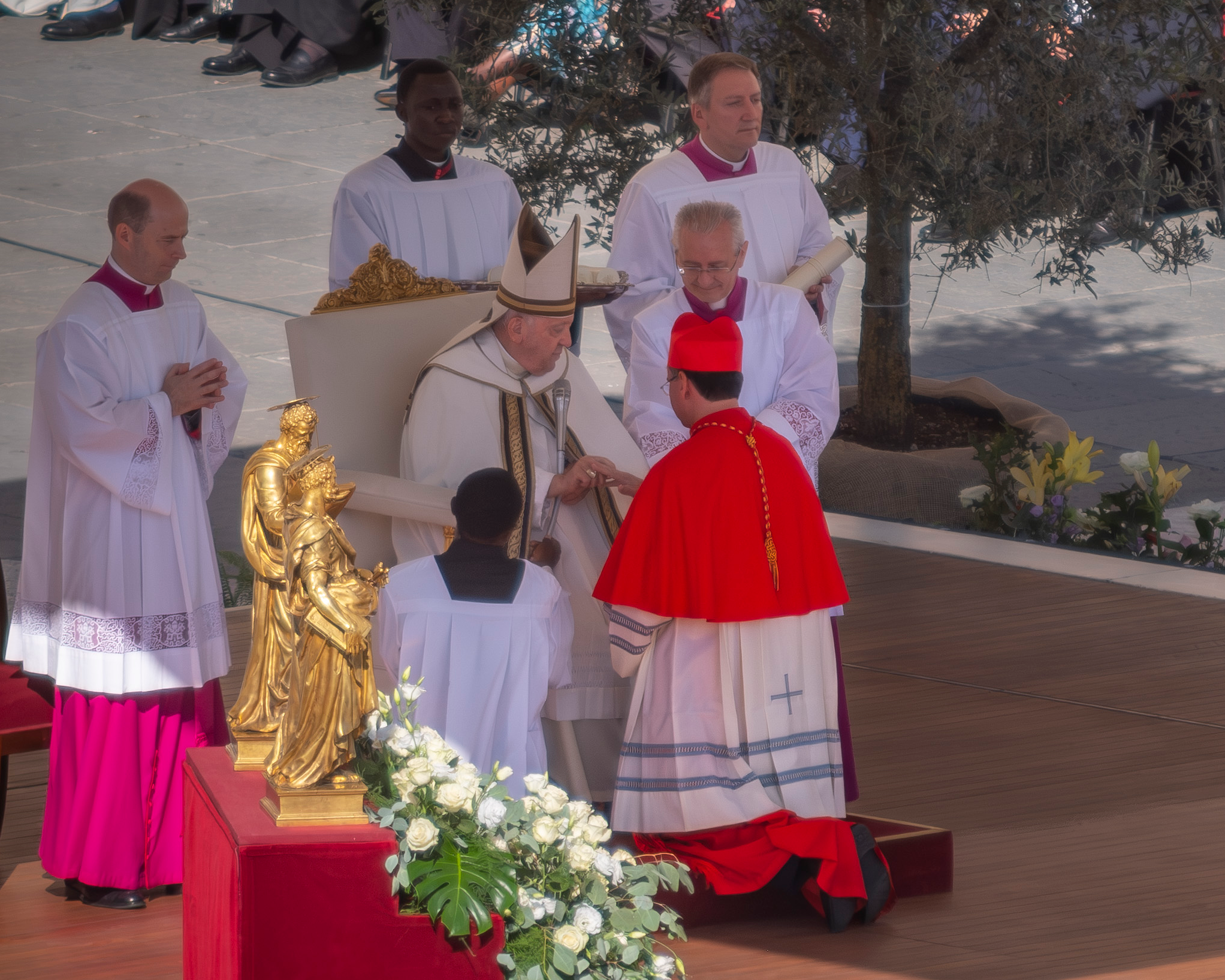
Américo Aguiar recibe el anillo cardenalicio de manos del papa Francisco, septiembre de 2023.

Fue creado cardenal por el papa Francisco durante el consistorio del 30 de septiembre de 2023, con el titulus de cardenal presbítero de San Antonio de Padua en Vía Merulana.
El 4 de octubre de 2023, fue nombrado miembro del Dicasterio para la Comunicación.

## Condecoraciones
Fue nombrado comendador de la Orden de San Gregorio Magno por el papa Benedicto XVI, con motivo de la visita papal a Oporto (2011).
Recibió las medallas municipales de Oporto, Matosinhos y Maia, así como la Medalla de Oro del Ministerio de Salud. Del Fútbol Club Oporto, recibió el Dragón de Honor y Oro.
También es miembro de la Orden del Santo Sepulcro de Jerusalén y hermano de Honor y Medalla de Oro de la Santa Casa da Misericórdia de Oporto.

## Escudos de armas
|        |
| Obispo |

|          |
| Cardenal |

## Controversias

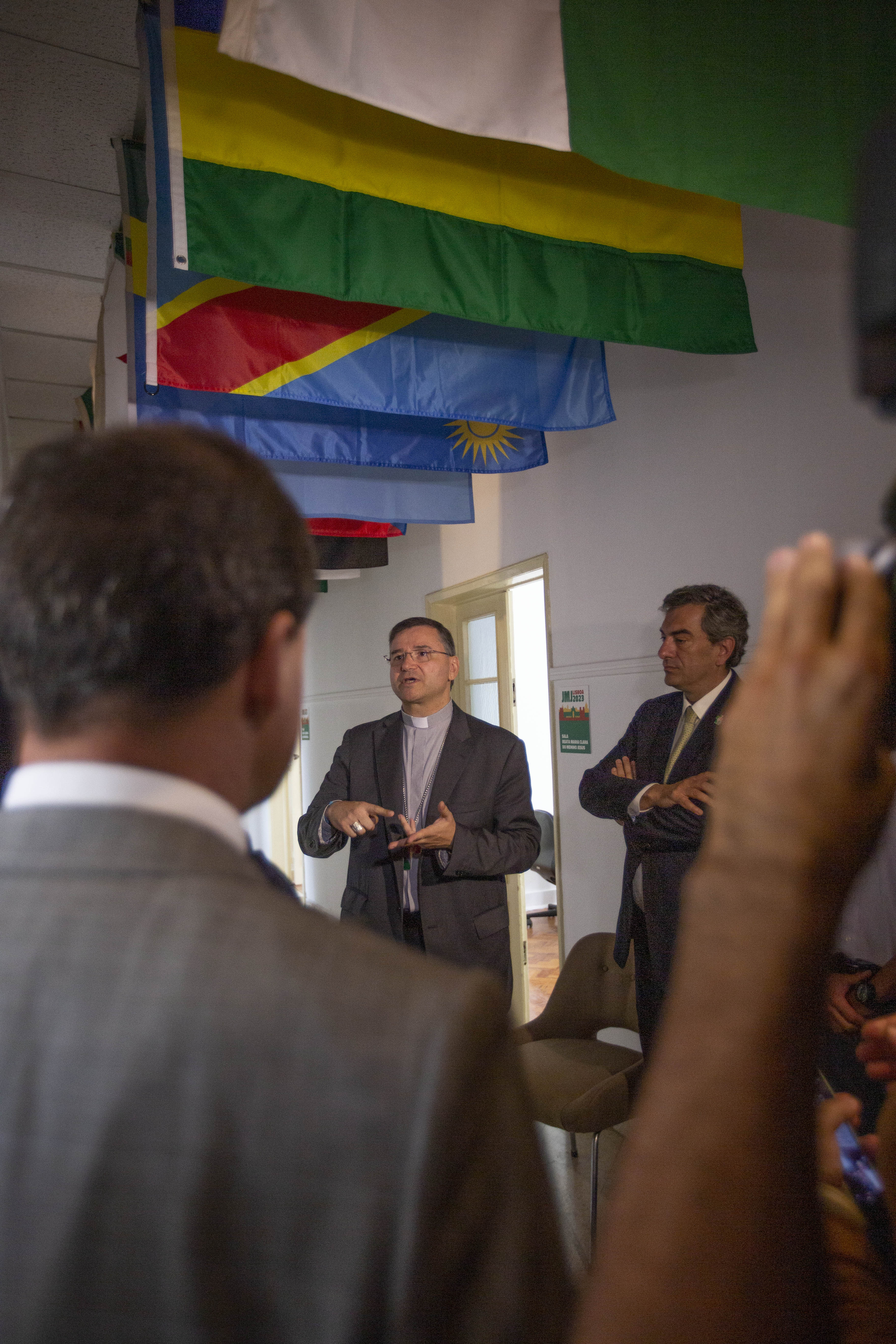
Américo Aguiar, Presidente de la Fundación JMJ Lisboa 2023.

En octubre de 2021, argumentó que una posible investigación sobre pedofilia y abuso de menores en la Iglesia católica no podría limitarse a la Iglesia católica, alegando que el «flagelo de la pedofilia» no podría combatirse con una «omisión en relación con todos otros agentes implicados». En diciembre de 2021, reafirmó que, desde su experiencia como coordinador de la Comisión Diocesana para la Protección de Menores y Personas Vulnerables del Patriarcado de Lisboa, encontró que «el fenómeno de la pedofilia es grave, profundo y transversal a nuestra realidad como sociedad», argumentando, en febrero de 2022, que cualquier enfoque para combatir el fenómeno debe ser transversal al conjunto de la sociedad.
En julio de 2023 causó polémica en algunos sectores de la Iglesia católica, cuando afirmó que en la Jornada Mundial de la Juventud «no se quiere convertir a los jóvenes a Cristo ni a la Iglesia», declaraciones que, según los críticos, son contrarios a la Doctrina de la Iglesia católica.